# Krystaloterapie
Krystaloterapie, nebo „léčení krystaly“, je forma pseudovědecké alternativní medicíny, která využívá polodrahokamy a krystaly, jako je křemen, achát, ametyst nebo opál. Stoupenci této praxe tvrdí, že krystaly mají léčivé schopnosti, ale toto tvrzení není nijak vědecky podloženo. Praktici krystaloterapie věří, že mohou „posílit energii“, zabránit „špatné energii“, uvolnit „zablokovanou energii“ a proměnit auru těla. Při jedné z metod přikládá praktik krystaly na různé části těla, které často odpovídají čakrám, nebo krystaly umisťuje kolem těla ve snaze vytvořit „energetickou mřížku“, která údajně obklopí klienta léčivou energií.

Vědecká zkoumání nenalezla žádné důkazy o tom, že by takové „energetické mřížky“ skutečně existovaly, a neexistují žádné důkazy o tom, že by léčení krystaly mělo na tělo větší účinek než jakékoli jiné placebo.

Tato praxe je populární a podporuje komerční poptávku po krystalech, což může mít za následek poškozování životního prostředí a dětskou práci při těžbě krystalů.

## Historie

### Původ

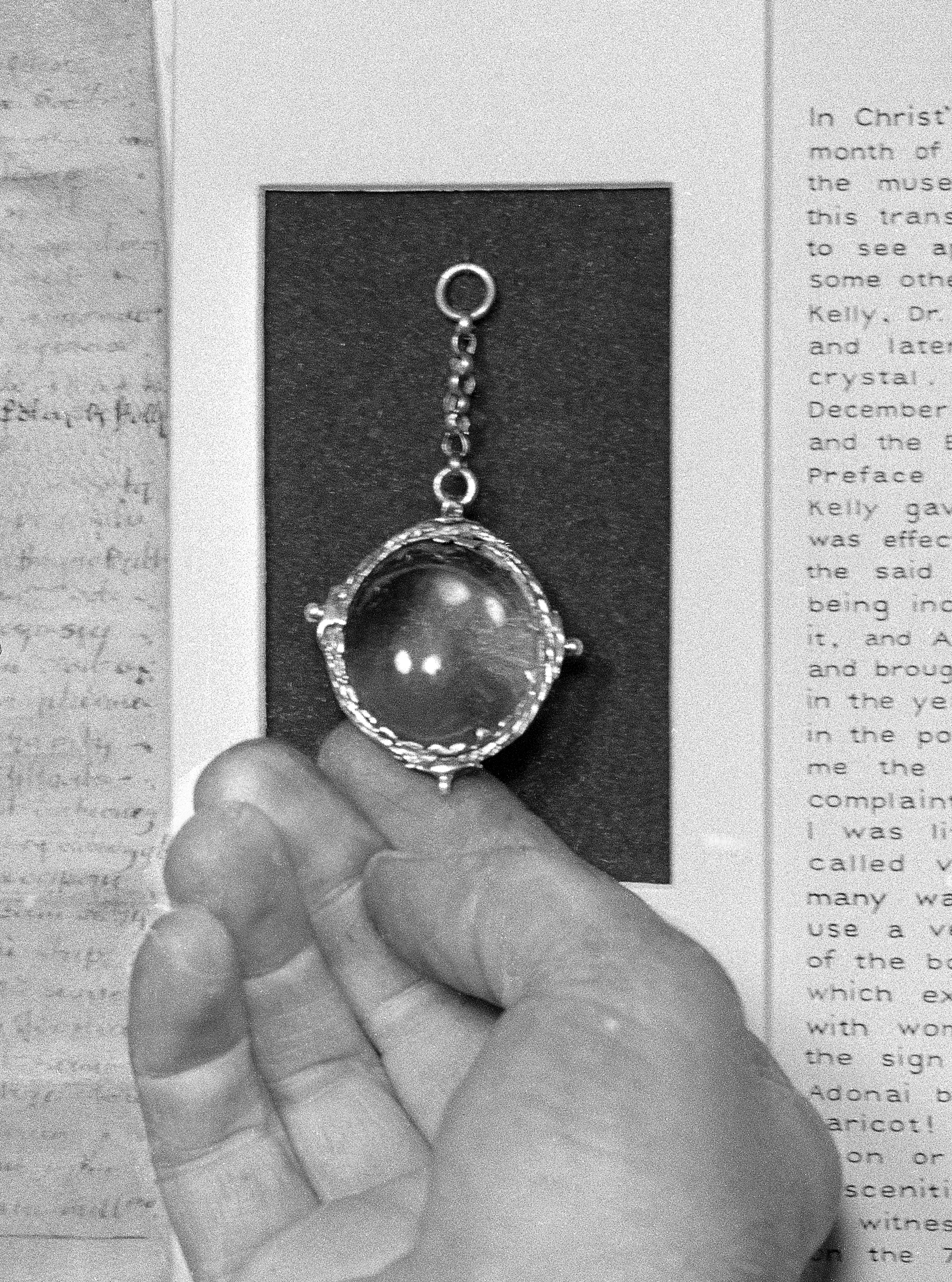
Křišťál Johna Dee, který používal k jasnovidectví a léčení a který mu údajně v listopadu 1582 daroval archanděl Uriel.

V Platónově popisu Atlantidy je zmíněno i léčení krystaly. Podle Platóna používali Atlanťané krystaly ke čtení a přenosu myšlenek. První historické doklady o krystalech pocházejí od starých Sumerů (cca 4500 až cca 2000 př. n. l.). Sumerové používali krystaly ve svých magických formulích.
Ve spisech, které pocházejí již z roku 400 př. n. l., se objevují postřehy o síle, kterou podle nich různé krystaly vyzařují. Často se v případě negativní události používal určitý kámen, který se snažil negativní účinek potlačit. Nosily se amulety nebo jiné talismany s určitými kameny na krku.
Počátky krystaloterapie jsou spojovány se starověkým Egyptem a Mezopotámií, Indií, starověkým Řeckem nebo starověkým Římem.

Staří Egypťané krystaly těžili a používali je k výrobě šperků, a jako pomůcky pro zdraví a ochranu. Často pohřbívali se svými zesnulými skarabea z lapisu lazuli s vírou, že je ochrání v posmrtném životě. Kromě toho se ve starém Egyptě používaly amulety, které měly zajistit blahobyt jedince. Tvar amuletu, jeho výzdoba, nápis, barva, materiál nebo rituál, který se s ním prováděl, určovaly jeho sílu. Amulety se nosily nebo umisťovaly na tělo, a to v podobě kamenů, piercingů, prstenů, náhrdelníků nebo jiných šperků. Egypťané používali amulety ve prospěch svého posmrtného života, často představovaly egyptské božstvo a jeho specifickou moc. Amulety se také umisťovaly na mumie nebo mezi obvazy mumie, přičemž pohřební kusy byly obvykle větší než ty, které nosili živí. V pohřebních praktikách používali také amulety s opěrkami hlavy, jednalo se o opěrky hlavy v plné velikosti, které se umisťovaly do hrobek, aby chránily mrtvé, symbolizovaly také zesnulého, který povstal a byl oživen, a slunce vycházející mezi dvěma kopci, což symbolizovalo vzkříšení a znovuzrození.
Staří Řekové přisuzovali krystalům množství vlastností. Slovo „krystal“ je odvozeno z řeckého slova „krýstallos“, což v překladu znamená „led.“ Staří Řekové věřili, že čiré krystaly křemene jsou vodou, která zmrzla natolik, že zůstane v pevné formě. slovo „ametyst“ ve starořeckém jazyce znamená „neomamný.“ Ametyst nosili jako amulet, o kterém věřili, že pomáhá při kocovině nebo zabraňuje opojení.
Drahé kameny byly v různých kulturách považovány za předměty, které mohou pomáhat při léčení - v praxi známé jako lapidární medicína. Indiáni Hopi v Arizoně používají křemenné krystaly jako pomoc při diagnostice nemocí. Plinius Starší i Galén tvrdili, že některé krystaly mají léčivé účinky. V Evropě víra v léčivé účinky krystalů (a zejména křišťálových amuletů) přetrvala až do středověku. Údajné léčivé vlastnosti drahých kamenů, stejně jako další síly, které jim byly přisuzovány, byly shromážděny v textech známých jako lapidária, která byla ve středověké a raně novověké Evropě populární až do 17. století.
Napříč kulturami mohou různé kameny symbolizovat nebo poskytovat pomoc pro různé věci. Příkladem je růženín. V Egyptě se věřilo, že růženín dokáže zabránit stárnutí, Římané zase používali růženín jako pečeť na znamení vlastnictví, zatímco ve středověku se používal v léčivých lektvarech, dnes je růženín známý jako „kámen lásky“ a používá se k vyrovnávání emocí, léčení hněvu a zklamání.

### Úvod do hnutí New Age
Léčení krystaly v hnutí New Age se váže ke třem kulturám: britské, indické a indiánské. Britská kultura má pohanskou historii, která inspirovala mnoho lidí, kteří praktikují novodobé čarodějnictví.Indická kultura používá léčení krystaly jako formu celostního léčení a je zapsána ve svatých textech indické kultury.

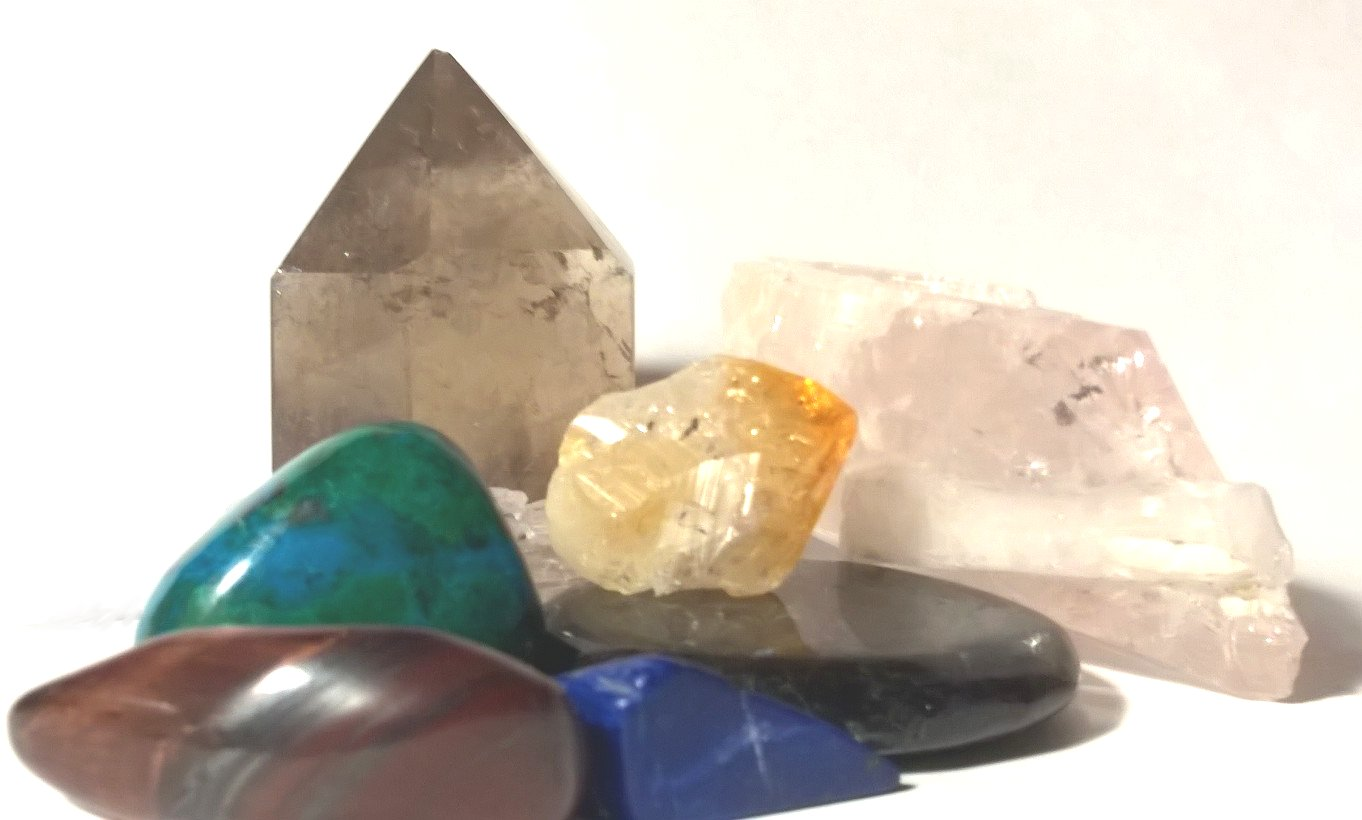
Čirý křemen a záhněda, chryzokol, tygří oko, lapis lazuli, danburit, citrín a arfvedsonit.

New Age léčitelství v západním světě má vazby na britské, konkrétně pohanské náboženství. I když mnoho lidí nechce praktikovat zvížecí oběti, moderní praktiky zjednodušily mnoho starodávných rituálů a praktik a učinily je dostupnějšími a pro lidi v západní společnosti atraktivnějšími. S krystaly se také pracuje v západní astrologii, která se váže k modernímu pohanství. Praktikující věří, že určité kameny jsou v souladu s určitými planetami a mají s nimi společné vlastnosti. Pomocí astrologických tabulek narození může někdo také používat druhy kamenů, které jsou kompatibilní s jeho hvězdnými znameními.
Ve Védách, konkrétně v Garuda Puráně a Graha-gocara, je mnoho informací o významu krystalů v indické kultuře. V těchto textech hinduističtí polobozi lstí přimějí védského démona Valu, aby se zúčastnil předstíraného obětního rituálu, a poté, co se nechá přivázat ke kůlu, se Vala dozví, že polobozi nic nepředstírají a následně Valu rozčtvrtí, přičemž části jeho těla se promění v semena drahokamů, která obsahují talismanickou moc, tím mocnější, čím je drahokam čistší. Védské praktiky s krystaly jsou v moderní Indii stále živé a používají je jak starší, tak mladší generace.
Tibetští uprchlíci praktikující buddhismus používali krystaly při meditaci jako mály nebo modlitební korálky a mnoho dalších lidí v indické kultuře stále používá léčení krystaly, když moderní medicína nefunguje nebo je nedosažitelná.
Domorodá americká kultura a léčení krystaly se předávaly z generace na generaci ústním podáním, díky tomu se mnoho tradic a tajemství ztratilo spolu se zánikem mnoha domorodých jazyků. V domorodých kulturách existují dva důležité principy, pokud jde o léčení krystaly - meditace a respekt. Meditace se liší člověk od člověka, ale obvykle zahrnuje pozitivní myšlenky a zdravé smýšlení při zacházení s krystaly. V domorodé americké kultuře jsou krystaly považovány za entitu a kamenům je třeba projevovat úctu. Úctu ke krystalům lze projevovat také prostřednictvím úcty k Zemi. V domorodých tradicích se mohou používat krystaly tak, že se nosí, aby se využily „léčivé vibrace“, a to buď po jednom, nebo po několika, ale kameny by se nikdy neměly dotýkat, nebo se z kamene a vody mohou vyrobit tinktury, které se pak podávají vnitřně.

## Současné použití

### New Age
V anglicky mluvícím světě je léčení křišťály silně spojováno s duchovním hnutím New Age: „Na rozdíl od jiných forem doplňkové a alternativní medicíny (CAM) považují účastníci léčení křišťálem tuto praxi za „individualizovanou“, která je závislá na extrémní personalizaci a tvůrčím vyjádření.“ Praktici léčení křišťálem tvrdí, že určité fyzikální vlastnosti, jako je tvar, barva a značky, určují onemocnění, která může kámen léčit; seznamy těchto vazeb jsou zveřejněny v běžně šířených textech. Paradoxně praktikující také „zastávají názor, že krystaly nemají žádné vlastní vlastnosti, ale že se naopak jejich kvalita mění podle obou“ účastníků. Po výběru kamenů podle barvy nebo jejich věřených metafyzických vlastností je umisťují na části těla. Výběr barev a umístění kamenů se provádí podle koncepcí uzemnění, čaker nebo energetických mřížek.
Křišťálové léčení se dnes často objevuje ve špercích a používá se po boku jógy, meditace nebo mindfulness. Často se lidé obracejí k léčení křišťály, když jsou nespokojeni s moderní medicínou a lidé se snaží oživit kulturní tradice starších generací. Dnes se k léčení křišťály obvykle uchylují lidé ze střední a vyšší třídy, protože mají čas a prostředky na vyhledávání tohoto typu alternativní medicíny. Zámožnější lidé si také mohou dovolit kvalitnější krystaly.

#### Používání krystalů v hnutí New Age
- Vyrovnání čaker, kdy se kameny umisťují na jednu, více nebo všech sedm čaker najednou.[8]
- Meditace, kdy se krystaly obvykle umisťují v geometrické konfiguraci kolem meditujícího.[8]
- Všímavost
- Jóga

## Vědecké hodnocení
Neexistují žádné vědecky ověřené důkazy o tom, že by léčení krystaly mělo nějaký účinek a je považováno za pseudovědu. Údajné úspěchy krystaloterapie lze přičítat placebo efektu. Kromě toho neexistují žádné vědecké podklady pro pojmy jako čakry, „zablokování“, energetické mřížky vyžadující uzemnění nebo jiné podobné pojmy; obecně se má za to, že nejsou ničím jiným než pojmy, které používají stoupenci, aby dodali svým praktikám důvěryhodnost. Energie jako vědecký termín je velmi dobře definovaný pojem, který je snadno měřitelný a jen málo se podobá esoterickému pojetí energie, které používají zastánci léčení krystaly.
V roce 1999 provedli vědci French a Williams studii, v níž zkoumali sílu krystalů ve srovnání s placebem. Osmdesát dobrovolníků bylo požádáno, aby meditovali buď s křemenným krystalem, nebo s placebo kamenem, který byl od křemene k nerozeznání. Mnozí z účastníků uváděli, že pociťují typické „účinky krystalů“; a to bez ohledu na to, zda šlo o skutečné krystaly nebo placebo. V roce 2001 Christopher French, vedoucí výzkumného oddělení anomalistické psychologie na Londýnské univerzitě, a jeho kolegové z Goldsmiths College představili svou studii o léčení krystaly na výroční konferenci ke stému výročí založení Britské psychologické společnosti a došli k závěru: „Neexistuje žádný důkaz, že by léčení krystaly fungovalo nad rámec placebo efektu.“
Účinky krystaloterapie by mohly být také přičítány kognitivnímu zkreslení.
Krystaloterapie se praktikuje také na zvířatech, ačkoli některé veterinární organizace, například Britská veterinární asociace, upozorňují, že tato metoda není vědecky prokázaná, a uvádějí, že by lidé měli před použitím alternativních technik vyhledat radu veterináře.
Zastánci krystaloterapie a zastánci konspiračních teorií 5G nepravdivě šíří pseudovědecké dezinformace, že šungit může absorbovat 5G záření.

## Kritika těžby kamenů
Jakákoliv těžba má negativní dopady na životní prostředí, ať už se jedná o drahé kovy, diamanty nebo údajně léčivé krystaly. „Léčivé krystaly“ se těží v místech, jako je Myanmar nebo Demokratická republika Kongo, kde je těžba nerostných surovin spojena se závažným porušováním lidských práv a poškozováním životního prostředí. V konžské republice často pracují sedmileté děti v dolech na měď a kobalt, kde se nachází také „léčivé kameny“ jako citrín a křemen.
Tálibán a další ozbrojené skupiny vydělávají ročně až 20 milionů dolarů na nelegální těžbě polodrahokamu lapisu z odlehlých koutů Afghánistánu.
Celosvětový maloobchodní prodej krystalů se v roce 2019 odhadoval na více než 1 miliardu USD ročně.
Hlavními producenty krystalů jsou Indie, Čína, Brazílie a Madagaskar. Na Madagaskaru, který je jedním ze zdrojů krystalů, se většina krystalů těží v nebezpečných, neprůmyslových nebo „domácích“ dolech, kde rodiče a děti společně vykopávají krystaly z jam a tunelů, které hloubí lopatami. Horníci obvykle dostávají za kilogram růženínu od 17 do 23 centů. Příjem horníka může činit pouhých 0,1 % konečné maloobchodní ceny. Někteří lidé z oboru tvrdí, že nízké platy horníků jsou způsobeny tím, že zákazníci ve vyspělých zemích chtějí nízké maloobchodní ceny; jiní tvrdí, že je to způsobeno tím, že obchody ve vyspělých zemích chtějí být ziskovější.